# Ādams Alksnis
Ādams Alksnis (Parròquia de Mazsalaca, 10 de març de 1864 - Riga, 21 de març de 1897) va ser un pintor letó, nascut a Letònia durant l'Imperi Rus.
Va pintar retrats, pintura de gènere i estudis de paisatge, incloent aquarel·les, que representaven escenes de la vida rural, i també escenes de la història de Letònia i la seva mitologia. Els seus nombrosos dibuixos estaven realitzats en llapis i carbonet. Es troba enterrat a Rūjiena al nord del país capital del municipi de Rūjiena.
La major part de les seves pintures es troben al museu d'Art Nacional de Letònia, al museu del municipi de Kuldiga, la casa museu de Rūjiena, al museu de Tukums i al museu d'art de l'Acadèmia Imperial de les Arts de Sant Petersburg.

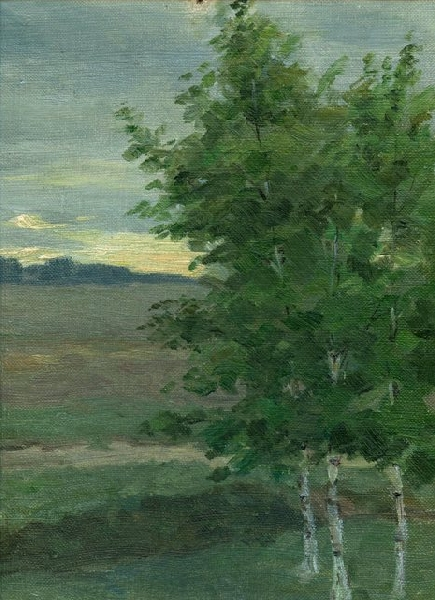
Estudi de bedolls
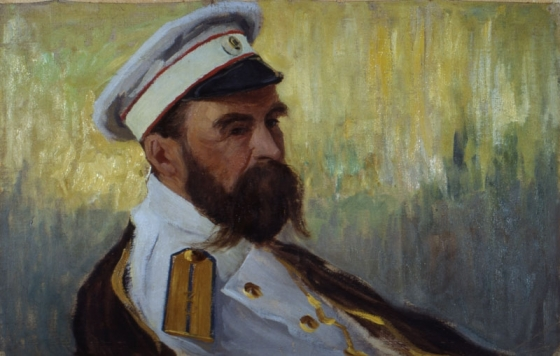
Retrat d'un metge militar